# Thy Catafalque
Thy Catafalque — венгерская авангард-блэк-метал-группа. Образована в 1998 году в Мако, участники — Тамаш Катаи и Янош Юхас.
В первые годы своего существования, группа играла блэк-метал. Со временем звучание Thy Catafalque все больше отходило от традиционного блэка в сторону авангардного пост-блэка и индастриал-метала (Tűnő Idő Tárlat), а в альбоме (Róka Hasa Rádió) — и прогрессив-метала в духе поздних альбомов Vintersorg. Как и у Vintersorg, тексты некоторых песен посвящены космосу, науке и околонаучным темам.

## Дискография
- Cor Cordium (demo, 1999)
- Sublunary Tragedies (1999)
- Microcosmos (2001)
- Tűnő Idő Tárlat (2004)
- Róka Hasa Rádió (2009)
- Rengeteg (2011)
- Sgùrr (2015)
- Meta (2016)
- Geometria (2018)
- Naiv (2020)[1]
- Vadak (2021)
- Alföld (2023)
- XII: A gyönyörű álmok ezután jönnek (2024)